# پارک ملی اورواکی مونت کوک
پارک ملی اورواکی مونت کوک (به لاتین: Aoraki / Mount Cook National Park) یک پارک ملی در نیوزیلند است که در کنتربری، نیوزیلند واقع شده‌است.